# Mächtigkeit (Geologie)

Vereinfachtes geologisches Profil quer zum Streichen mit tatsächlicher (1) und scheinbarer (2) Schichtmächtigkeit. (3) Fallwinkel

Die Mächtigkeit ist in der Geologie und im Bergbau die Bezeichnung für die Dicke eines Gesteinspakets (Bank, Flöz, Gang, Decke etc.). 
Die Mächtigkeit wird unabhängig von der räumlichen Orientierung einer Schicht bankrecht, das heißt senkrecht zu den Schichtflächen gemessen. Der Begriff stammt ursprünglich aus der Bergmannsprache, wo er hauptsächlich zur Bewertung der Abbauwürdigkeit von Flözen verwendet wurde. Inzwischen ist die Mächtigkeit ein etablierter Begriff in den Geowissenschaften, zum Beispiel in der Geologie für die Dicke von Gesteinsschichten, in der Hydrogeologie für die vertikale Ausdehnung des Grundwassers – also den Abstand von der Grundwassersohle zur Grundwasseroberfläche – oder in der Bodenkunde für die vertikale Ausdehnung von Bodenhorizonten.